# Ultrahang
Ultrahangnak a 20 kHz-nél nagyobb frekvenciájú hangot, azaz a nagyfrekvenciás hanghullámot nevezzük.

## Hallás
A levegőben terjedő hang longitudinális nyomáshullám, amely ott körülbelül 340 m/s sebességgel terjed. A vízben ennél gyorsabban, 1500 m/s körüli sebességgel halad. A szilárd anyagokban transzverzális és longitudinális hullámok is terjedhetnek, ezek közül az utóbbit nevezzük hangnak. Szilárd közegekben a hang terjedési sebessége jóval nagyobb, anyagtól függően akár 3000–5000 m/s is lehet. A hangot főként a fülünkkel halljuk, de a bőrünk, a koponyacsontjaink is részt vesznek az érzékelésben.
Nagyjából 20 Hz-es a legmélyebb, és 20 000 Hz-es a legmagasabb hang, amit még mi, emberek hallani képesek vagyunk. Fiatalkorunkban hallunk a legjobban. A nők általában jobban hallanak, és a hallásuk kevésbé romlik az öregedéssel.
Az ultrahang az emberek számára ugyan nem, de többféle állat számára hallható, közismert, hogy a kutyák reagálnak rá. A denevérek és a delfinek azonban maguk is állítanak elő ultrahangot, amit a tájékozódáshoz használnak fel.

## Mi az infrahang?
A 20 Hz-nél alacsonyabb frekvenciájú hangot infrahangnak nevezzük.

## Az ultrahang mesterséges előállítása
Ultrahangot jellemzően az inverz piezoelektromosság vagy a magnetostrikció jelenségét felhasználva állíthatunk elő.

## Felhasználási területei

Ultrahangfelvétel a magzatról az anyaméhben, a terhesség 12. hetében

Az ultrahang igen használhatónak bizonyult az orvosi, a műszaki, a kémiai diagnosztikában. Passzív felhasználásnak nevezzük, amikor az alkalmazott ultrahang energiatartalma kicsi, nem okoz elváltozásokat a vizsgált anyagokban és az emberi szervezetet sem károsítja. A diagnosztikai módszerek alapja, hogy amikor az ultrahang egyik közegből a másikba lép, úgy viselkedik, mint a többi hullám, az elnyelődés miatt az energiája csökken, a terjedés iránya megváltozik, azaz megtörik, esetleg visszaverődik. Ennek segítségével szilárd testekben megbúvó üregeket deríthetünk fel, távolságokat mérhetünk a tenger felszíne alatt, a méhben elhelyezkedő magzatról, a vesében vagy az epében keletkezett kőről készíthetünk képet.
Aktív felhasználás esetén nagyobb intenzitású, erősebb rezgéseket használunk arra, hogy kémiai reakciók létrejöttét segítsük, életfolyamatokat serkentsünk, baktériumokat ölve fertőtlenítsünk.
Az ultrahangot felhasználják visszaverődésen alapuló mélység-, illetve távolságmérésre, repülőterek ködmentesítésére vagy éppen lakások levegőjének párásítására. Egyesek szerint a hidegfúzió kulcsa lehet.
Sok cég foglalkozik ultrahanggal működő rovar- és rágcsálóriasztó berendezésekkel, amelyek jellemzően 24–45 kHz tartománybeli ultrahangot keltenek. Ezek hatékonysága nem bizonyított.